# 마르스 2호
마르스 2호(러시아어: Марс-2, 영어: Mars 2)는 1971년 5월 19일에 발사된 소비에트 연방의 화성 탐사선이다. 착륙 도중 모래 폭풍으로 추락하였다.

## 같이 보기
- 마르스 계획
- 우주 탐사